# Ungheni (grad u Moldaviji)
Ungheni je grad u Moldovi, središe istoimene općine. Smješten je na rijeci Prut na granici s Rumunjskom. Prema popisu iz 2003. ima 35.157 stanovnika. Preko rijeke Prut povezan je s mostom s istoimenim gradom u Rumunjskoj županiji Iaşi na drugoj obali rijeke. Prvi povijesni zapis o gradu datiraju od 20. kolovoza 1462. godine.

## Zanimljivosti
Željeznički most koji povezuje Rumunjsku i Moldovu, koji je 1876. oštećen u proljetnim poplavama obnavljao je Gustave Eiffel.

## Gradovi prijatelji
- Auce, Latvija
- Dmitrovsk, Rusija
- Konin, Poljska
- Reghin, Rumunjska
- Vasilkov, Ukrajina
- Winston-Salem, SAD
- Mankato, SAD
- Cascais, Portugal